# Ogonek (anatomia)
Ogonek (łac. cauda) – twór anatomiczny w końcowej części odwłoku niektórych mszyc.
Ogonek powstaje w wyniku przekształcenia tergitu analnego, czyli pierwotnie dziesiątego. Może mieć różnorodne kształt, wielkość, barwę i sposób owłosienia. Występuje wyłącznie u mszyc żyworodnych. Odgrywa ważną rolę w diagnostyce.